# Carl Bildt
Nils Daniel Carl Bildt (* 15. července 1949 Halmstad) je švédský pravicový politik. V letech 1991–1994 byl premiérem Švédska. Od roku 2006 do roku 2014 byl ministrem zahraničních věcí ve vládě Fredrika Reinfeldta. V letech 1986–1999 byl předsedou konzervativní Umírněné strany.
Během své premiérské éry vyjednal vstup Švédska do Evropské unie. V 90. letech sehrál významnou úlohu v balkánském konfliktu, byl zvláštním zmocněncem OSN pro bývalou Jugoslávii a jedním ze spolupředsedajících Daytonské mírové konference roku 1995.
Jako ministr zahraničí v roce 2012 podpořil prodej švédských zbraní do Saúdské Arábie a označil Saúdskou Arábii za spřátelenou zemi.

## Vyznamenání
| Stát               | Stuha | Název                                                     | Datum udělení    |
| ------------------ | ----- | --------------------------------------------------------- | ---------------- |
| Belgie             |       | velkokříž Řádu koruny                                     |                  |
| Estonsko           |       | Řád kříže země Panny Marie I. třídy                       | 1996, 30. května |
| Estonsko           |       | Řád bílé hvězdy I. třídy                                  | 2015, 4. února   |
| Francie            |       | komtur Řádu čestné legie                                  |                  |
| Finsko             |       | velkokříž Řádu bílé růže                                  |                  |
| Itálie             |       | velkokříž Řádu zásluh o Italskou republiku                | 2009, 24. března |
| Litva              |       | velkokříž Řádu litevského velkoknížete Gediminase         | 2009, 26. června |
| Lotyšsko           |       | velkokříž Řádu tří hvězd                                  |                  |
| Lucembursko        |       | velkokříž Řádu dubové koruny                              |                  |
| Německo            |       | velkokříž Záslužného řádu Spolkové republiky Německo      |                  |
| Norsko             |       | velkokříž Norského královského řádu za zásluhy            |                  |
| Polsko             |       | velkokříž Řádu za zásluhy Polské republiky                | 2011             |
| Řecko              |       | velkokříž Řádu Fénixe                                     |                  |
| Spojené království |       | čestný rytíř-komandér Řádu svatého Michala a svatého Jiří |                  |
| Švédsko            |       | Královská medaile Jeho švédského Veličenstva              |                  |
| Ukrajina           |       | Řád knížete Jaroslava Moudrého II. třídy                  |                  |